# Chamorchis
Chamorchis is een Europees monotypisch geslacht (met slechts één soort) van terrestrische orchideeën (Orchidaceae).
Het zijn typische planten van alpiene streken.

## Naamgeving
- Duits: Zwergstendel

## Kenmerken
Chamorchis zijn geofyten, terrestrische, overblijvende kruidachtige planten, die overwinteren met twee eivormige wortelknollen.
De plant heeft een bladrozet met vele grasachtige bladeren, bijna even lang als de bloemstengel. De bloeiwijze is meestal een korte, ijle aar met maximaal een tiental kleine bruingele bloemen. De lip is naar beneden gebogen en drielobbig. Er is geen spoor. Het gynostemium is kort en onopvallend.

## Verspreiding en voorkomen
Chamorchissen komen voor de subarctische-alpiene streken van Europa, voornamelijk in de Alpen, de Karpaten en in Scandinavië.
Ze verkiezen plaatsen met kalkrijke bodem, zoals kalkgraslanden, in volle zon.

## Taxonomie
Het geslacht Chamorchis is moeilijk te plaatsen in de fylogenetische stamboom van de orchideeën. Recent onderzoek toont een nauwe verwantschap met Traunsteinera. Beide geslachten behoren dan weer tot dezelfde clade als de nachtorchissen (Platanthera), de muggenorchissen (Gymnadenia) de handekenskruiden (Dactylorhiza) en Pseudorchis.

### Lijst van soorten
- Chamorchis alpina (L.) Rich. (1817)

Chamorchis alpina